# Rieden (Aichstetten)
Rieden ist ein Ortsteil der Gemeinde Aichstetten im Landkreis Ravensburg in Baden-Württemberg. 

## Geografie
Der Weiler liegt etwa einen Kilometer nördlich von Aichstetten und ist über die Kreisstraße 7923 zu erreichen.

## Geschichte
Im Jahr 838 wurde Rieden als „Reoda“ erstmals erwähnt. 
Rieden wurde 1933 von Aitrach nach Aichstetten umgemeindet. 